# Jim Sinclair
Pour les articles homonymes, voir Sinclair.
Jim Sinclair est une personnalité américaine, née en octobre 1962, connue pour être la première militante historique du mouvements pour les droits des personnes autistes (en anglais Autism rights movement).
Michelle Dawson, Kathy Lissner Grant et Jim Sinclair fondent en 1992 l'association Autism Network International après avoir personnellement reçu un diagnostic d'autisme et n'en ayant parlé qu'après ses douze ans.
Présenté comme « première personne à exprimer [une] position sur les droits des personnes autistes », à incarner cette position militante dans un papier intitulé « Don't mourn for us », cette citation est reprise d'une présentation dans une conférence faite à Toronto et traduite en français par « Ne nous pleurez pas ».
Jim Sinclair parle aussi de l'intersexuation, ayant découvert à 16 ans, alors qu'il était élevé en tant que fille, qu'il n'avait pas un appareil reproducteur strictement féminin, mais intersexué.
Il s'est exprimé sur les formulations utilisées pour désigner les personnes autistes : il témoigne ne pas aimer la formulation « personne avec autisme », qui selon lui laisse entendre que l'autisme peut être séparé de la personne et n'en est pas une partie importante, pour lui préférer « personne autiste ».
Jim Sinclair fait l'objet d'une biographie, publiée en 2024, intitulée Don't Mourn for Us: The Autistic Life of Jim Sinclair and an Extraordinary Story of Neurodiversity, écrite par Ann Dinh, polytechnicien d'origine vietnamienne et père d'un enfant autiste.

### Citations originales
1. ↑  (en) « The first person to articulate the autism-rights position[2]. »